# Nicolae Labiș
Pour les articles homonymes, voir Labiche.
Nicolae Labiș était un écrivain roumain, né le 2 décembre 1935 à Mălini, et décédé le 22 décembre 1956 à Bucarest. Du fait de son décès à un très jeune âge, une forme de mythe s'est créé autour de sa mémoire peu après sa mort. Sa postérité, notamment du fait de ses idées communistes, est aujourd'hui plus controversée.

## Biographie

### Origines et famille
Nicolae Labiș est né le 2 décembre 1935 à Poiana Mărului, village de la commune de Mălini, en Roumanie. Ses parents, Eugen et Ana-Profira, étaient professeurs des écoles. Son grand-père maternel est mort à la bataille de Mărășești. Son ascendance maternelle, en particulier son arrière-grand-mère Zamfira Blendea, semble ou a pu sembler liée à celle de l'écrivain Ion Creangă. Cependant, cette thèse est controversée : le biographe Mircea Coloșenco la dément, bien qu'il ait relevé un poème manuscrit non publié de l'écrivain où il se décrivait comme le petit-fils de Creangă. Il avait aussi deux sœurs, Margareta et Dorina, cette dernière plus jeune d'une quinzaine d'années, toujours vivantes et présentes à la rencontre du 11 décembre 2019 au musée de la littérature roumaine de Bucarest.

### Enfance et précocité
Le jeune Nicolae commença à lire à cinq ans, parmi ses premières lectures le conte La Chèvre et ses trois chevreaux. Il suivit l'enseignement de sa mère à l'école. La famille se réfugia à Mihăeşti pendant la Seconde Guerre mondiale, puis revint dans son village natal. En 1944, Nicolae écrivit son premier poème, S-a întors Vasilică din război. Il est ensuite entré au lycée Nicolae Gane de Fălticeni, où il écrivit des vers et tint un journal Antologie şi informaţii literare, dont il ressort qu'il lisait beaucoup et à un rythme impressionnant. Il participait aussi aux activités du lycée et a notamment joué dans une représentation de la Mégère apprivoisée de William Shakespeare. En 1949, il envoya son poème Slove de ziar au journal Scânteii Tineretului, qui était l'organe officiel des jeunesses communistes. En novembre il commença à tenir un cahier à l'école, où l'on découvrit trente ans plus tard la nouvelle Cărări spre victorie. Un an plus tard, il participa, le plus jeune, à la conférence des jeunes écrivains moldaves et sa poésie Fii dârz şi luptă, Nicolae! fut publiée dans les journaux Iaşul nou et Lupta poporului de Suceava. En 1951 il remporta aux Olympiades nationales de langue roumaine à Bucarest le premier prix : sa poésie Gazeta de stradă fut publiée dans Viaţa Românească.

### Le lycée et les débuts littéraires
En 1952, il intégra le lycée Mihail Sadoveanu de Jassy, où il se lia d'amitié, jusqu'à sa mort, avec le futur poète et journaliste George Mărgărit, puis il obtint son baccalauréat avec la note maximale en langue roumaine, avant d'intégrer l'école de littérature Mihai Eminescu de Bucarest. Il y tint un cahier appelé Minimale, où il consignait les lectures indispensables selon lui ; obsédé à cette époque par le mythe des bibliothèques parfaites, il dépensait tout son argent dans les librairies.
En 1954, il fut engagé dans les rédactions de Contemporanul, puis de la Gazeta literare. En octobre parut dans Viaţa Românească son poème le plus connu, Moartea căprioarei [La mort de la biche]. Il s'inscrivit à la faculté de philologie, mais abandonna bientôt, se consacrant à une intense production littéraire. En 1956, il publia deux recueils, Puiul de cerb, composé de poésies pour enfants, et Primele iubiri. Le troisième fut même envoyé à l'impression : Lupta cu inerţia fut publié à titre posthume en 1958.

### La mort d'un poète
Le 10 décembre 1956, Nicolae Labiș fut grièvement blessé lors d'un accident de tramway, notamment à la colonne vertébrale. Il dicta peu après à l’hôpital à son ami Aurel Covaci le poème Pasărea cu colţ de rubin [L'oiseau au bec de rubis]. Le 22 décembre, il est décédé après d'atroces souffrances et fut enterré au cimetière Bellu à Bucarest.
Sa mort a suscité beaucoup de commentaires et d'interrogations, d'une part à cause de son caractère tragique : le poète Geo Bogza a déclaré « que le destin avait écrasé celui qui aurait pu être le grand poète de sa génération ». D'autres se sont interrogés sur les circonstances exactes de sa mort, voire sur les causes. Selon la version officielle, Labiș était en effet sorti ivre d'un restaurant, ce qui expliquait qu'il n'eût pas vu le tramway ni pu éviter l'accident. Cependant, en dehors d'un passant cité dans les comptes-rendus officiels et au témoignage assez vague, une seule personne était présente : une ballerine russe, Maria Polevoi, qui n'a plus jamais évoqué les faits plus tard et s'est suicidée dans sa garçonnière le 20 juillet 1978. Stela Covaci était, elle, convaincue que la Securitate s'est débarrassée d'un Nicolae Labiş, initialement acquis au régime mais devenu de plus en plus gênant et qui était, selon les mémoires de son ami Imre Portik, convaincu lors de son séjour à l'hôpital qu'il avait été poussé. Ainsi, en février 1953, Labiș avait été exclu de l'Union des jeunes travailleurs, entre autres pour lecture de livres rétrogrades (il a par exemple écrit Albatrosul Ucis [L'albatros tué], inspiré de Charles Baudelaire, auteur interdit). La sanction n'avait cependant pas été appliquée par le niveau supérieur, entre autres grâce à l'intervention de Mihail Sadoveanu. Troublant aussi était le fait que la nuit du 9 au 10 décembre 1956 était la première lors de laquelle les tramways ont circulé après minuit.

## Influence et place dans la littérature roumaine
Andreia Roman et Cécile Folschweiller considèrent que sa « trop courte carrière poétique [...] empêche les critiques de se prononcer [...] autrement dit de déceler une évolution de sa poésie dans les conditions du dégel des années 1960. » De manière générale, elles estiment qu'au vingt-et-unième siècle, Labiș est dépassé aux yeux du public, essentiellement du fait de son idéologie, et que son œuvre ne comporte que peu de poésies de valeur littéraire au milieu de textes trop doctrinaux.
Nicolae Manolescu insiste sur les accents rimbaldiens de l'œuvre de Labiș, tout en soulignant qu'il n'avait pas réglé toutes ses dettes à l'égard du réalisme socialiste.
Eugen Simion s'est particulièrement intéressé à l'œuvre de Labiș, qu'il a surnommé, dans une formule souvent reprise, « la masse d'armes d'une génération ». Selon lui, le jeune Nicolae n'a pas eu le temps de donner la pleine mesure de son talent, mais reste la seule tentative d'élaborer une forme de « jeune poésie » dans la littérature roumaine. Son modèle lyrique est, selon lui, Mihai Eminescu, bien qu'il existe également un autre Labiș plus dur, plus philosophe, plus porté sur la polémique. Simion rapproche cette autre facette du poète Tudor Arghezi, des symbolistes en général, voire de Paul Valéry.

## Œuvres

### Recueils initiaux
- Puiul de cerb, Bucarest, 1956.
- Primele iubiri, Bucarest, 1956.

### Sélection d'éditions posthumes
- Lupta cu inerţia, Bucarest, Editura Tineretului, 1958.
- Păcălici și Tândăleț, Bucarest, Tineretului, 1962.
- Moartea căprioarei, rétrospective avec des inédits, Bucarest, 1964.
- Scrisoare mamei, correspondance avec sa mère, Bucarest, 1969.
- Nicolae Labiș, folclorist, textes sur le folklore, Suceava, 2006

### Traduction en français
- Premières amours, traduction de Primele iubiri en français par Aurel George Boeșteanu, Bucarest, Editura Eminescu, 1974.

D'autres traductions existent en allemand ; Sándor Kányádi a traduit ses poèmes en hongrois.